# 1-ша лінія (Київ)
1-ша лі́нія — вулиця в Оболонському районі міста Києва, селище Пуща-Водиця. Пролягає від Курортної до Лісної вулиці. 
Прилучаються вулиці Ірини Жиленко, Федора Максименка, Миколи Юнкерова та Квітки Цісик.

## Історія
Вулиця виникла наприкінці XIX — на початку XX століття під сучасною назвою.